# تل الفارعة (جنوب)
تل الفارعة (الجنوب) هو موقع أثري يقع في منطقة النقب الشمالي في جنوب فلسطين، على ضفاف نهر هابسور. وهو مختلف عن تل الفارعة (الشمال)، الواقع في الضفة الغربية، يقع الموقع بين المستوطنتين الإسرائيليتين الحديثتين عين هابسور وأوريم، ويبعد حوالي 12 كيلومترًا إلى الجنوب الشرقي من مستوطنة أوفاكيم، ونحو 20 كيلومترًا شرق قطاع غزة. يُعد تل الفارعة (الجنوب) من المواقع ذات الأهمية الأثرية في المنطقة، نظرًا لموقعه الاستراتيجي قرب مجرى مائي رئيسي ولوجود دلائل على نشاط بشري قديم في الموقع.

## علم الآثار
يمتد الموقع على مسافة 185 مترًا من الشمال إلى الجنوب وحوالي 115 مترًا من الشرق إلى الغرب بمساحة إجمالية تبلغ حوالي 2 هكتار، توجد في بعض المناطق خنادق من الحرب العالمية الأولى ومقابر حديثة في بعض المناطق. قامت البعثة البريطانية إلى غرب النقب بمسح المنطقة المحيطة بتل الفارعة (جنوب) في عامي 1972 و1973، حيث عثرت على موقع بيزنطي على بعد كيلومتر واحد وموقع من العصر الحجري القديم عبر الوادي .
بدأت أعمال التنقيب الأثري في الموقع لأول مرة بين عامي 1928 و1930، بقيادة عالم الآثار البريطاني فليندرز بيتري بالتعاون مع إي. ماكدونالد، حيث استمرت الحفريات لثلاثة مواسم. وكان فريق تحضيري يضم أولغا توفنيل وجيمس ليزلي ستاركي قد وصل إلى الموقع في عام 1927 لبدء الأعمال الميدانية الأولية. وقد ركّز بيتري بشكل رئيسي على دراسة القبور والمقابر.
في عام 1977، أشرف رودولف كوهين على أعمال تنقيب إنقاذية في الموقع. ثم استُؤنفت الحفريات مرة أخرى بعد إجراء مسح أثري في عام 1998، تبعتها مواسم تنقيب في عام 1999 بالتعاون مع جامعة كليرمونت للدراسات العليا، وفي عام 2002 بالتعاون مع جامعة روستوك، بقيادة فريق من جامعة بن غوريون تحت إشراف جونار ليمان.
شملت الاكتشافات قطعة صغيرة من حجر الأوستراكون مكتوب عليها "إلى ربنا" بخط أبجدي كنعاني مبكر.

## التعريف
حدد عالم الآثار فلندرز بيتري موقع تل الفارعة (الجنوب) في منطقة بيت بيليت، ضمن أراضي قبيلة يهوذا. حدد ويليام ف. ألبرايت أن الموقع هو ذاته شاروهين، وهي مدينة مذكورة في المصادر المصرية والتوراتية . اقترح ن. نعمان تحديد الموقع مع شور التوراتي.

## الاحتلال

### العصر البرونزي
كان الموقع مأهولاً بشكل خفيف في بداية العصر البرونزي الأوسط الثاني، حوالي عام 1600 قبل الميلاد. كانت المدينة تحتوي على تحصينات وبوابة مدينة وخندق، وعادة ما يتم التعرف عليها كمستوطنة هكسوس . بدءًا من حوالي عام 1500 قبل الميلاد، أصبحت العديد من مدن الدول في جنوب كنعان تحت السيطرة المصرية المباشرة أو أصبحت دولًا تابعة.
أصبحت السيطرة أكثر مباشرة في العصر البرونزي المتأخر خلال عهد الفراعنة سيتي الأول (1294-1279 قبل الميلاد)، ورمسيس الثاني (1279-1213 قبل الميلاد)، ومرنبتاح (1213-1203 قبل الميلاد)، ورمسيس الثالث (1184-1153 قبل الميلاد). ويعتقد أن موقع تل الفارعة (الجنوب) أصبح مركزًا إداريًا وحامية مصرية خلال هذه الفترة. تم تشييد مبنى ضخم ضخم مساحته 600 متر مربع (أطلق عليه بيتري اسم "مقر إقامة الحاكم"). تم بناؤه من الطوب اللبن على أساس من الطوب المخبوز باستخدام الأساليب المصرية. وتضمنت الاكتشافات المصرية الفخار والجعارين والتمائم ووعائين عليهما نقوش هيراطيقية مصرية (متعلقة بتحصيل الضرائب). هناك نقاش علمي حول ما إذا كان المصريون هم من يعيشون في الموقع أم السكان المحليين "المستوحى من الحضارة المصرية". 

### العصر الحديدي
قد عثرت حفريات بيتري على عدد كبير من المقابر والأواني الفخارية التي لها ارتباط وثيق باليونانية الميسينية والتي أطلق عليها بيتري اسم "الفلسطينية"، وهو الوصف الذي تم الحفاظ عليه. تقع هذه البقايا فوق طبقة التدمير التي كانت تحتوي على شظية جرة تحمل علامة الفرعون المصري سيتي الثاني (حوالي 1203 قبل الميلاد إلى 1197 قبل الميلاد) والتي تحدد تاريخًا "ليس أقدم من" للاكتشافات "الفلسطينية". 

### الفترة الكلاسيكية
بعد انقطاع محتمل في العصر البابلي الحديث، كان الموقع مشغولاً بشكل خفيف في العصرين الهلنستي والفارسي، مع نشاط أكبر إلى حد ما في العصر الروماني. 

### الفترة العثمانية
خلال الفترة العثمانية ، كانت المنطقة مأهولة بقبيلة عرب الجبارات البدوية.